# Óliver Laxe

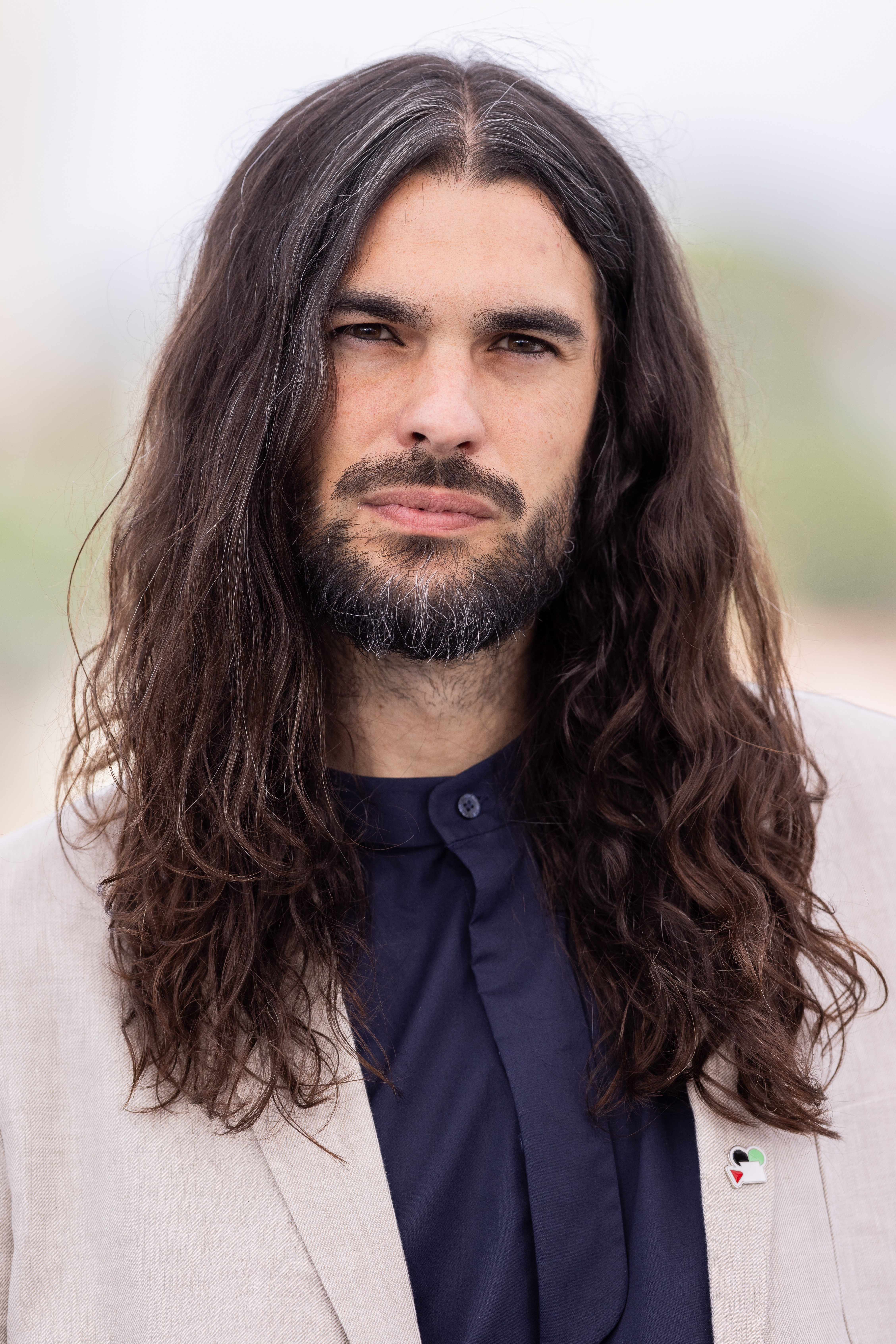
Óliver Laxe (2025)

Óliver Laxe (* 11. April 1982 in Paris) Ist ein französischer Drehbuchautor, Filmregisseur und Schauspieler. 

## Leben
Der 1982 in Paris geborene Óliver Laxe wuchs in Frankreich, Spanien und Marokko auf. Seine ersten beiden Filme wurden in Cannes vorgestellt. Todos vós sodes capitáns, in dem Laxe selbst als Lehrer in Tanger auftritt, wurde dort unter anderem mit dem FIPRESCI-Preis der Quinzaine des réalisateurs ausgezeichnet, Mimosas mit dem Grand Prix der Critics’ Week. Für seinen dritten Film Fire Will Come, der im Mai 2019	in Cannes seine Premiere feierte und dort mit dem Un Certain Regard ausgezeichnet wurde, ging er nach Galicien, das Land seiner Vorfahren. Fire Will Come war einer von drei Filmen in der engeren Auswahl, der von Spanien als Beitrag für die Oscarverleihung 2021 in der Kategorie Bester Internationaler Film eingereicht werden sollte.
Neben Eloy Enciso, Lois Patiño und Xacio Baño gilt Laxe in Galicien als einer der führenden Köpfe der erfinderischen Filmszene. Seine Filme laden den Zuschauer ein, über Glauben und Mystik nachzudenken, indem er die Grenzen zwischen Fiktion und Dokumentation, Filmemacher und Subjekt, Landschaft und Figur, Innen und Außen sowie spirituellen und materiellen Welten ständig aufhebt.
Im Jahr 2025 wurde sein vierter Spielfilm Sirāt  in den Hauptwettbewerb des 78. Filmfestivals von Cannes eingeladen. Dort wurde ihm gemeinsam mit dem deutschen Beitrag In die Sonne schauen der Preis der Jury zuerkannt.

## Filmografie
- 2010: Todos vós sodes capitáns (auch als Schauspieler)
- 2016: Mimosas
- 2019: Fire Will Come (O que arde)
- 2025: Sirāt

## Auszeichnungen

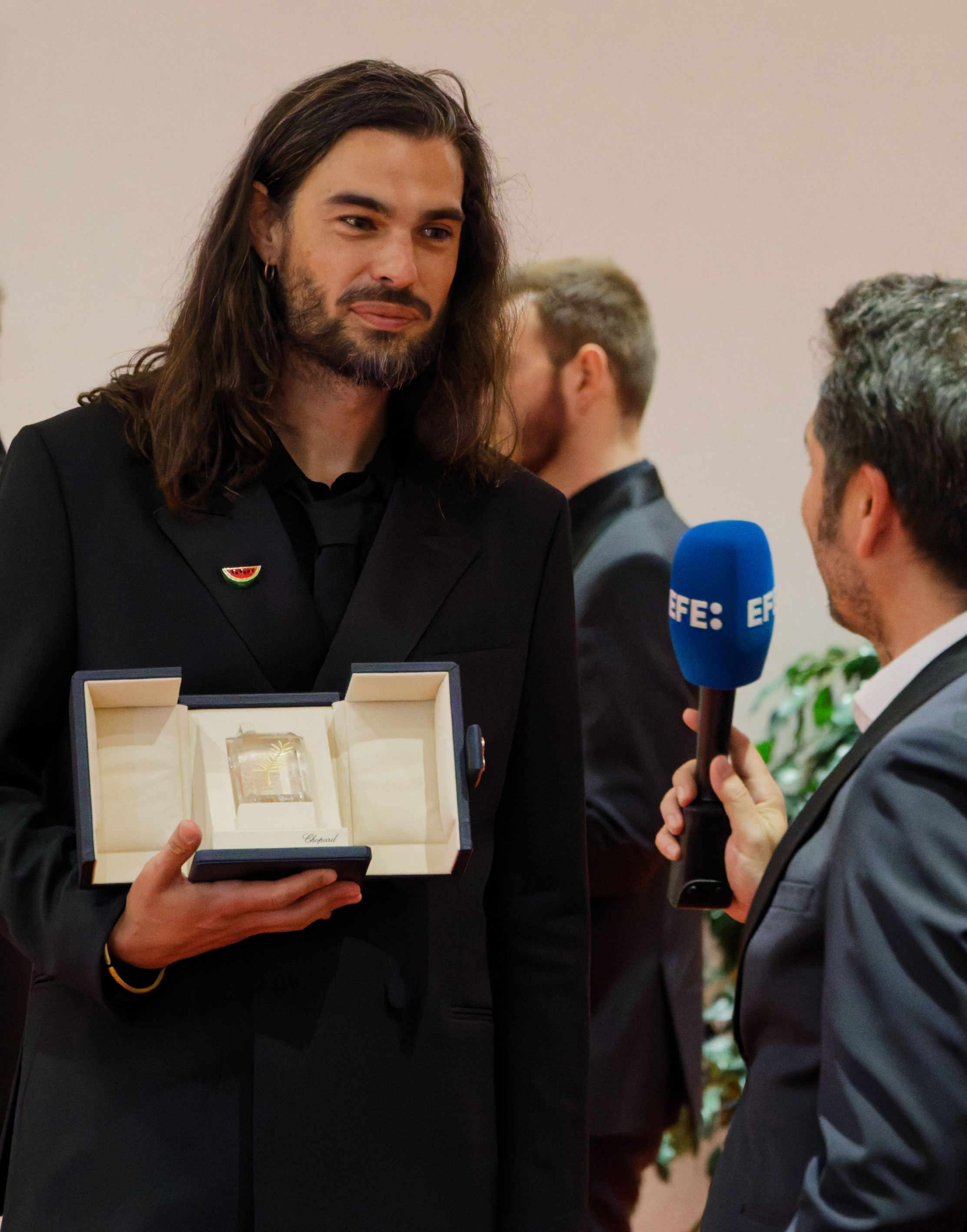
Laxe mit dem gewonnenen Preis der Jury für Sirāt beim Filmfestival von Cannes (2025)

Festival Internacional de Cine de Mar del Plata
- 2010: Nominierung als Bester Film im International Competition (Todos vós sodes capitáns)
- 2019:	Auszeichnung als Bester Film im International Competition (Fire Will Come)
- 2019: Auszeichnung für das Beste Drehbuch (Fire Will Come)

Gaudí Awards
- 2020: Auszeichnung als Bester europäischer Film (Fire Will Come)

Goya Awards
- 2020:	Nominierung für die Beste Regie (Fire Will Come)

International Film Festival Piešťany
- 2020: Nominierung im Hauptwettbewerb „Meeting Point Europe“ (Fire Will Come)[5]

Internationale Filmfestspiele von Cannes
- 2010: Auszeichnung mit dem FIPRESCI-Preis der Quinzaine des réalisateurs (Todos vós sodes capitáns)
- 2010: Nominierung für die Caméra d’Or (Todos vós sodes capitáns)
- 2010: Nominee für den C.I.C.A.E. Award (Todos vós sodes capitáns)
- 2016: Auszeichnung mit dem Grand Prix der Quinzaine des réalisateurs (Mimosas)
- 2019: Auszeichnung Un Certain Regard – Jurypreis (Fire Will Come)
- 2019: Nominierung Un Certain Regard (Fire Will Come)
- 2025: Preis der Jury (Sirat)